# عبدو دیه
عبدو دیه (انگلیسی: Abdou Dieye؛ زادهٔ ۱۴ فوریهٔ ۱۹۸۸) بازیکن فوتبال اهل فرانسه است.
از باشگاه‌هایی که در آن بازی کرده‌است می‌توان به باشگاه فوتبال لو مان اشاره کرد.